# Kevin De Bruyne
Pour les articles homonymes, voir De Bruyne et KDB.
Kevin De Bruyne (prononcé en néerlandais : [ˈkɛvɪn də ˈbrœynə]), surnommé KDB, né le 28 juin 1991 à Tronchiennes en Belgique, est un footballeur international belge qui joue au poste de milieu de terrain au SSC Naples.
Réputé pour sa qualité de passe et de jeu dans les petits espaces, Kevin De Bruyne s'est imposé au fil des ans comme l'un des principaux acteurs du football mondial. En 2015, il reçoit le titre de joueur de l’année du Championnat allemand.
Deux fois meilleur joueur et quatre fois meilleur passeur de la Premier League, il devient l'un des principaux artisans des succès mancuniens sous l'ère Pep Guardiola, remportant à six reprises le Championnat d'Angleterre entre 2018 et 2024. Le Belge s'est également illustré sur la scène européenne, atteignant la finale de la Ligue des champions en 2021 puis obtenant le titre suprême en 2023.
Avec la sélection belge, il termine à la troisième place lors de la Coupe du monde 2018 qui s’est disputée en Russie.

## Biographie

### Jeunesse et formation
Kevin De Bruyne, né le 28 juin 1991 à Tronchiennes près de Gand, est le fils de deux Belges néerlandophones, Herwig De Bruyne et Anne Callant. Cette dernière est née au Burundi et a grandi à Londres après que ses parents ont plusieurs fois déménagé pour des raisons professionnelles.
De Bruyne commence à jouer au football dans le club de Tronchiennes. En 1999, il rejoint La Gantoise. En 2005, il quitte sa ville de Gand pour rejoindre le KRC Genk et son centre de formation. Kevin De Bruyne est placé en famille d'accueil durant sa formation dans le club limbourgeois.

### En club

#### KRC Genk (2008-2012)
Kevin De Bruyne joue son premier match de Coupe d'Europe lors d'une rencontre qualificative pour la Ligue Europa face au LOSC Lille, le 20 août 2009. Son équipe s'incline ce jour-là sur le score de deux buts à un.
Le 7 février 2010, De Bruyne marque d'un tir lointain le seul but du match entre le KRC Genk et le Standard de Liège, ce qui permet à son club de se relancer dans la course aux play-offs. Il remporte le titre de champion en 2011.
De Bruyne joue son premier match en Ligue des champions le 26 juillet 2011 contre le FK Partizan Belgrade : dans le temps additionnel, il se fait remarquer grâce à une passe décisive au profit de Marvin Ogunjimi, ce qui permet à son équipe de l'emporter (2-1, score final).

#### Chelsea FC (2012)
En 2012, il signe un contrat de cinq ans et demi en faveur du Chelsea FC, mais il est immédiatement prêté au Werder Brême jusqu'à la fin de la saison.

##### Prêt au Werder Brême (2012-2013)

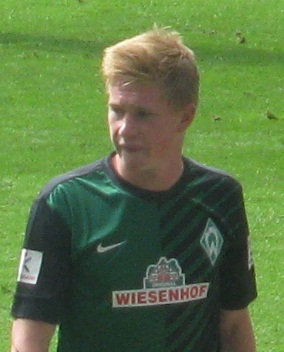
Kevin De Bruyne sous le maillot du Werder Brême lors de la saison 2012-2013.

De Bruyne est prêté pour une saison sans option d'achat au Werder Brême le 31 juillet 2012. Il joue son premier match en Bundesliga le 24 août 2012 lors de la première journée de la saison 2012-2013 face au Borussia Dortmund. Il est titularisé lors de cette rencontre qui se solde par la défaite des siens (1-2). Il inscrit son premier but pour le Werder le 15 septembre suivant face à Hanovre 96, contre qui son équipe s'incline (2-3).
Lors de la dernière journée de championnat, le 18 mai 2013, De Bruyne inscrit son premier et seul doublé pour le Werder contre le FC Nuremberg, ce qui ne permet toutefois pas à son équipe de gagner des points, puisque Brême est battu sur le score de trois buts à deux ce jour-là.
À la fin du premier tour de la saison 2012-2013, il est désigné meilleur transfert du club (parmi notamment Nils Petersen et Joseph Akpala) par le magazine allemand Kicker.

#### Bref retour au Chelsea FC (2013-2014)
Après une saison réussie au Werder Brême, l'avenir de De Bruyne est assez incertain. En effet, Chelsea veut l'inclure dans le transfert d'André Schürrle et le prêter au Bayer Leverkusen, chose que le Belge ne souhaite pas. Il préfère retourner à Chelsea ou alors être transféré définitivement chez le vice-champion d'Allemagne, le Borussia Dortmund. Après plusieurs semaines dans l'incertitude la plus totale, De Bruyne est appelé par José Mourinho et revient à Chelsea pour la saison 2013-2014. Il se distingue d'entrée en étant désigné « homme du match » lors de son premier match officiel avec ses nouvelles couleurs. Il est ensuite relégué sur le banc, voire en tribunes, l'entraîneur portugais préférant aligner d'autres milieux de terrain transférés pendant l'été, comme André Schürrle ou Willian.

#### VfL Wolfsburg (2014-2015)
En janvier 2014, à la suite de son manque de temps de jeu et dans la volonté de participer à la Coupe du monde 2014 avec son équipe nationale, il obtient un retour en Bundesliga, cette fois au VfL Wolfsburg pour un transfert définitif estimé à 21,5 millions d'euros.
De Bruyne joue son premier match pour Wolfsburg le 25 janvier 2014, lors d'une rencontre de championnat contre le Hanovre 96. Il est titularisé et son équipe s'incline par trois buts à un.
Le 23 octobre 2014, De Bruyne se fait remarquer lors d'une rencontre de phase de groupe de la Ligue Europa 2014-2015 en réalisant un doublé face au FK Krasnodar. Il contribue ainsi à la victoire de son équipe par quatre buts à deux. Il réalise pareille performance dans cette compétition mais en huitième de finale « aller » contre l'Inter Milan le 12 mars 2015 : Wolfsburg s'impose par trois buts à un ce jour-là.
La saison 2014-2015 avait commencé de manière incertaine, mais elle se transforme en succès : De Bruyne devient en mars 2015 le meilleur fournisseur de passes décisives de tous les grands championnats européens.
Lors de cette saison 2014-2015, il égale le Bosnien Zvjezdan Misimović en distillant vingt passes en Bundesliga et termine meilleur passeur européen devant Lionel Messi et Cesc Fàbregas.
Fort d'une saison où il tire son équipe à la deuxième place du championnat allemand, il est élu par ses pairs meilleur joueur de Bundesliga, devançant Arjen Robben (52,5 % contre 23,5 %). Il termine l'exercice avec un total, sur toutes les compétitions, de 16 buts et 27 passes décisives.

#### Manchester City (2015-2025)

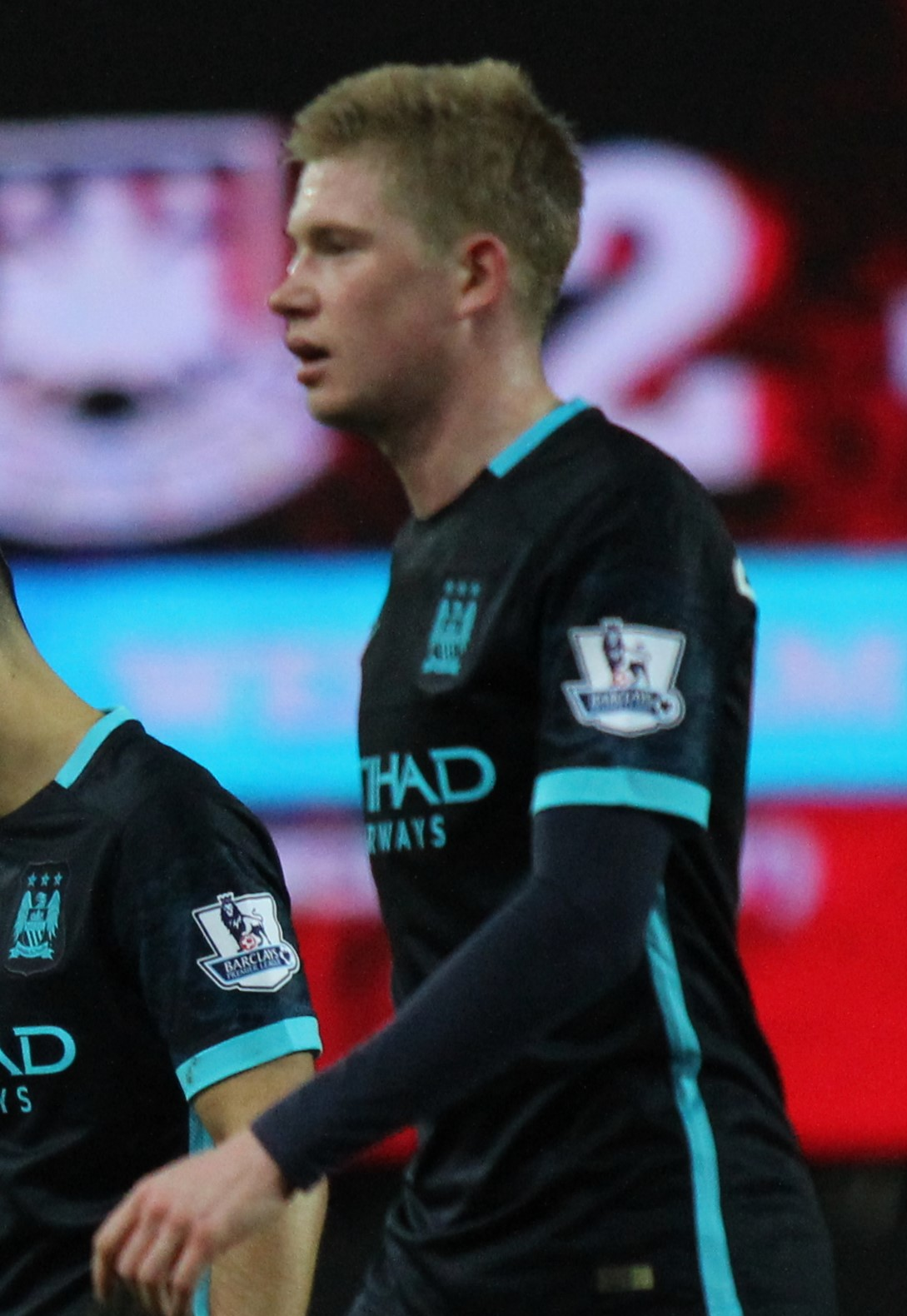
Kevin De Bruyne avec Manchester City lors d'un match contre West Ham.

Le 30 août 2015, Kevin de Bruyne s'engage pour six ans avec Manchester City pour un montant compris entre 75 et 80 millions d'euros.
Le 12 septembre 2015, il joue son premier match en Premier League face à Crystal Palace (victoire 1-0). Le 19 septembre 2015, il marque son premier but avec les Citizens contre West Ham, ce qui n'empêche pas la première défaite des Skyblues en championnat (1-2). Le 12 avril 2016, il inscrit un but en Ligue des champions face au Paris Saint-Germain (1-0) et envoie Manchester City en demi-finale pour la première fois de l'histoire du club.
Le 10 septembre 2016, il marque pour la première fois lors du derby de Manchester (victoire 2-1). Le 17 septembre 2016, à l'occasion de la cinquième journée de championnat, contre Bournemouth (victoire 4-0), Kevin de Bruyne marque sur coup franc et fournit une passe décisive. À l'issue de ce match, son entraîneur Pep Guardiola déclare : « Lionel Messi est tout seul, tout en haut. Mais, mis à part lui, Kevin peut prétendre faire partie des meilleurs joueurs du monde. C’est un joueur spécial, incroyable. Il fait tout. Sans le ballon, il est le premier à se battre et avec le ballon, il est clairvoyant. Il voit absolument tout. C’est pour ça que c’est un joueur d’un autre niveau. »
À la fin de la saison 2017-2018, Kevin de Bruyne est inclus dans l'équipe-type de la Premier League. Il termine meilleur passeur européen pour la seconde fois de sa carrière et devient le joueur le plus décisif du championnat anglais pour la deuxième année consécutive, avec 16 passes décisives en 37 matches joués.
Après un exercice 2018-2019 marqué par de nombreuses blessures (19 matches de Premier League joués), il remporte le championnat d'Angleterre, la Coupe de la Ligue anglaise, la Coupe d'Angleterre et le Community Shield.
Face à Bournemouth en août 2019 (3-1), il distribue une passe décisive au profit de Sergio Agüero, sa cinquantième en 123 rencontres de Premier League. Il devient ainsi le joueur le plus rapide à atteindre 50 passes  décisives, dépassant Mesut Özil qui a eu besoin de 141 matches pour atteindre le même record, tandis que Éric Cantona avait dû disputer 143 rencontres. Le 2 décembre 2019, il est classé 14e au classement du Ballon d'or.
En juillet 2020, alors que les Citizens affrontent Norwich FC (victoire, 5-0), relégué en Championship, le Belge distribue sa vingtième passe décisive de la saison en championnat, avec un service pour Raheem Sterling. Il devient le deuxième joueur de l'histoire de la Premier League à atteindre ce total, après Thierry Henry lors de la saison 2002-2003.
Le 8 septembre 2020, Kevin De Bruyne est élu meilleur joueur de la saison en Premier League. Il cumule 13 buts et 20 passes décisives en 35 rencontres de championnat. Il s'agit du deuxième Belge à recevoir ce prix, après Eden Hazard en 2014-2015. Le 1er octobre 2020, il est élu meilleur milieu de terrain de la Ligue des champions en 2019-2020 alors que son équipe est éliminée en quart de finale contre l'Olympique lyonnais. Le 17 décembre, il est nommé dans l'équipe type de la FIFA FIFPro World11, récompensé pour la première fois.

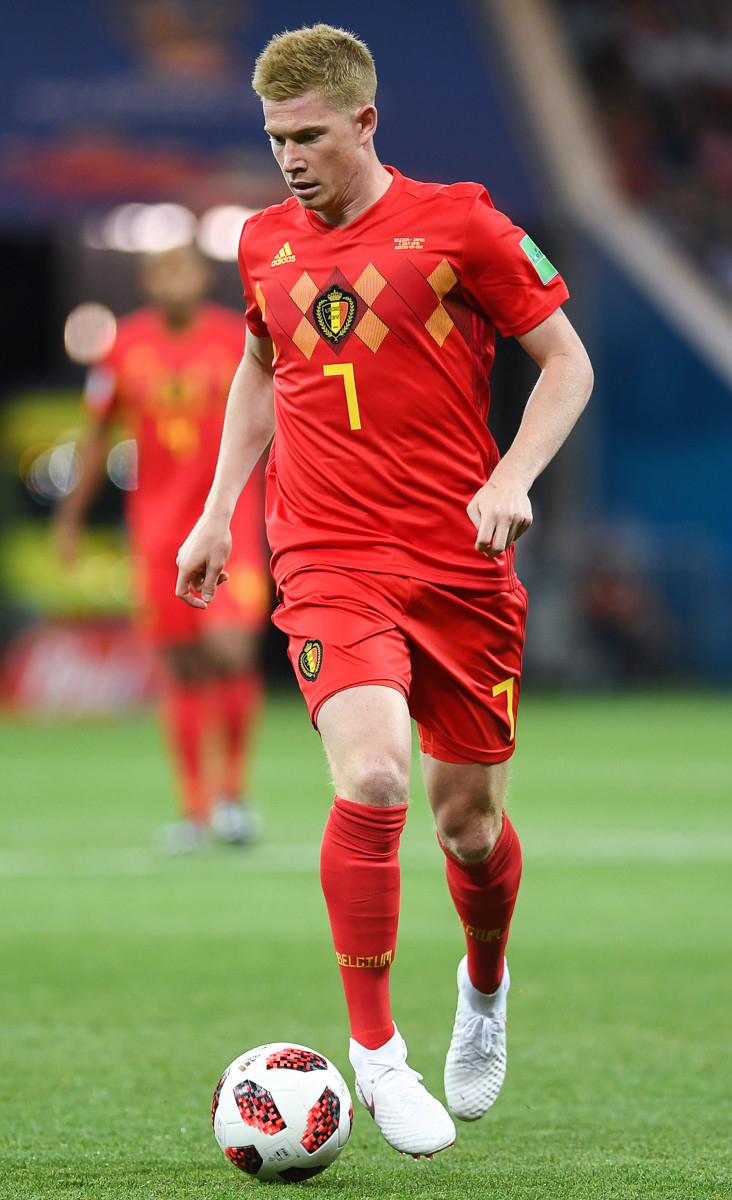
De Bruyne avec la Belgique lors de la Coupe du monde 2018 en Russie.

Le 7 avril 2021, Kevin De Bruyne signe une prolongation de deux ans de son contrat, le liant à Manchester City jusqu'à l'été 2025.
Lors de la saison 2020-2021, Kevin de Bruyne marque en demi-finale de Ligue des champions contre le Paris Saint-Germain sur un centre mal anticipé par le gardien Keylor Navas. En finale face à Chelsea FC, Kevin de Bruyne, capitaine, se blesse au visage sur un contact sérieux avec le défenseur Antonio Rüdiger et est contraint de sortir à la 60e minute, remplacé par Gabriel Jesus. Les Skyblues perdent cette finale sur le score de 1-0.
Lors de la saison 2022-2023, les Citizens se retrouvent à nouveau en finale de Ligue des champions, cette fois face à l'Inter Milan : les Anglais s’imposent 1-0 grâce à un but de Rodri. Kevin De Bruyne rejoint ainsi Eric Gerets, Daniel Van Buyten, Simon Mignolet, Divock Origi, Thomas Vermaelen, Eden Hazard et Thibaut Courtois dans le cercle très fermé des joueurs belges vainqueurs de la « coupe aux grandes oreilles ».
Le 4 avril 2025, Kevin De Bruyne annonce son départ de Manchester City après dix ans passées au club,,. Avec le club anglais, il aura remporté six titres en Premier League, deux Coupes d'Angleterre, trois Community Shield, cinq League Cups et surtout une Ligue des champions en 2023,.

#### SSC Napoli (depuis 2025)
Lors du mercato estival 2025-2026, libre de tout contrat, De Bruyne décide de poursuivre sa carrière à Naples, où il rejoint son compatriote Romelu Lukaku.

### En sélection nationale
De Bruyne est convoqué une première fois par le sélectionneur belge Georges Leekens pour disputer le match contre la Bulgarie le 19 mai 2010 : il n’entre toutefois pas sur le terrain. Il joue cependant son premier match international le 11 août suivant contre la Finlande, lequel se solde par une défaite 0-1.
Le 12 octobre 2012, De Bruyne marque son premier but avec les « Diables Rouges » lors du match comptant pour les éliminatoires de la Coupe du monde 2014 face à la Serbie (3-0). Il est le meilleur buteur belge lors de cette campagne de qualification, avec quatre buts.

#### Coupe du monde 2014
De Bruyne réussit son parcours au Mondial 2014 au Brésil avec l'équipe de Belgique : celle-ci est battue par le futur finaliste argentin, puis De Bruyne marque notamment face aux États-Unis en huitième de finale.

#### Euro 2016
De Bruyne est également le meilleur buteur belge lors des éliminatoires pour l'Euro 2016, avec cinq buts, à égalité avec Eden Hazard.
Lors du premier match de préparation pour la compétition, le 28 mai 2016, De Bruyne marque le but de la victoire face à la Suisse.
Le 27 juin 2016, durant l'Euro 2016, il se glisse à la première place du baromètre de la compétition (méthode pour évaluer la forme des joueurs durant la compétition), devançant respectivement Dimitri Payet, auteur d'un bon début de compétition jusque-là, et son compatriote Eden Hazard. 

#### Coupe du monde 2018
En 2018, De Bruyne fait partie des vingt-trois joueurs sélectionnés par Roberto Martínez pour participer à la Coupe du monde en Russie. Il joue six matchs sur sept et inscrit un but face au Brésil, le 6 juillet. L'équipe nationale belge finit troisième du tournoi, après une victoire 2-0 face à l'Angleterre le 14 juillet, dont une passe décisive de De Bruyne servant Hazard.

#### Euro 2020
De Bruyne est de nouveau convoqué par Roberto Martinez pour disputer l'Euro 2020 où les Belges vont jusqu'en quart de finale, s'inclinant contre l'Italie 2-1, futur vainqueur de l'édition. Lors du deuxième match du premier tour face au Danemark, De Bruyne marque le but victorieux sur une passe d'Eden Hazard. 

#### Coupe du monde 2022
Le 10 novembre 2022, De Bruyne est sélectionné par Roberto Martínez pour participer à la Coupe du monde 2022 qui se déroule au Qatar.

#### Éliminatoires de l'Euro 2024
À l'issue de la Coupe du monde 2022, le capitaine attitré de la sélection belge Eden Hazard annonce sa retraite internationale. En mars 2023, le nouveau sélectionneur de la Belgique Domenico Tedesco décide de confier le brassard à De Bruyne plutôt qu'à Romelu Lukaku.

#### Euro 2024
Le 28 mai 2024, De Bruyne est retenu parmi les vingt-cinq  joueurs belges convoqués par Domenico Tedesco pour participer à l'Euro 2024. Le 22 juin, il inscrit son premier but dans le tournoi en marquant le second but des Diables Rouges lors du match face à la Roumanie comptant pour la deuxième journée des phases de groupes : son but est spectaculaire car il a été directement servi par un dégagement de son propre gardien, le ballon ayant traversé plus des trois quarts du terrain.

## Statistiques

### En club
| Saison                | Club                  | Championnat           | Championnat | Championnat | Championnat | Coupe nationale | Coupe nationale | Coupe nationale | Coupe de la Ligue | Coupe de la Ligue | Coupe de la Ligue | Supercoupe | Supercoupe | Supercoupe | Compétition(s) continentale(s) | Compétition(s) continentale(s) | Compétition(s) continentale(s) | Compétition(s) continentale(s) | Autres compétitions | Autres compétitions | Autres compétitions | Autres compétitions | Total | Total | Total |
| Saison                | Club                  | Division              | M.          | B.          | P.d.        | M.              | B.              | P.d.            | M.                | B.                | P.d.              | M.         | B.         | P.d.       | Comp.                          | M.                             | B.                             | P.d.                           | Comp.               | M.                  | B.                  | P.d.                | M.    | B.    | P.d.  |
| 2008-2009             | KRC Genk              | Division 1            | 2           | 0           | 0           | 0               | 0               | 0               | -                 | -                 | -                 | -          | -          | -          | -                              | -                              | -                              | -                              | -                   | -                   | -                   | -                   | 2     | 0     | 0     |
| 2009-2010             | KRC Genk              | Division 1            | 26          | 1           | 0           | 2               | 0               | 0               | -                 | -                 | -                 | 1          | 0          | 0          | C3                             | 2                              | 0                              | 0                              | PO2+BE              | 5+4                 | 1+1                 | 2+2                 | 40    | 3     | 4     |
| 2010-2011             | KRC Genk              | Division 1            | 22          | 4           | 9           | -               | -               | -               | -                 | -                 | -                 | -          | -          | -          | C3                             | 3                              | 1                              | 1                              | PO1                 | 10                  | 1                   | 7                   | 35    | 6     | 17    |
| 2011-2012             | KRC Genk              | Division 1            | 22          | 8           | 10          | 1               | 0               | 0               | -                 | -                 | -                 | 1          | 0          | 0          | C1                             | 6                              | 0                              | 1                              | PO1                 | 6                   | 0                   | 4                   | 36    | 8     | 15    |
| Sous-total            | Sous-total            | Sous-total            | 72          | 13          | 19          | 3               | 0               | 0               | -                 | -                 | -                 | 2          | 0          | 0          | -                              | 11                             | 1                              | 2                              | -                   | 25                  | 3                   | 15                  | 113   | 17    | 36    |
| 2012-2013             | Werder Brême (prêt)   | Bundesliga            | 33          | 10          | 9           | 1               | 0               | 1               | -                 | -                 | -                 | -          | -          | -          | -                              | -                              | -                              | -                              | -                   | -                   | -                   | -                   | 34    | 10    | 10    |
| 2013-2014             | Chelsea FC            | Premier League        | 3           | 0           | 1           | -               | -               | -               | 3                 | 0                 | 0                 | -          | -          | -          | C1                             | 3                              | 0                              | 0                              | -                   | -                   | -                   | -                   | 9     | 0     | 1     |
| 2013-2014             | VfL Wolfsburg         | Bundesliga            | 16          | 3           | 6           | 2               | 0               | 1               | -                 | -                 | -                 | -          | -          | -          | -                              | -                              | -                              | -                              | -                   | -                   | -                   | -                   | 18    | 3     | 7     |
| 2014-2015             | VfL Wolfsburg         | Bundesliga            | 34          | 10          | 21          | 6               | 1               | 2               | -                 | -                 | -                 | -          | -          | -          | C3                             | 11                             | 5                              | 5                              | -                   | -                   | -                   | -                   | 51    | 16    | 28    |
| 2015-2016             | VfL Wolfsburg         | Bundesliga            | 2           | 0           | 0           | 1               | 1               | 1               | -                 | -                 | -                 | 1          | 0          | 1          | -                              | -                              | -                              | -                              | -                   | -                   | -                   | -                   | 4     | 1     | 2     |
| Sous-total            | Sous-total            | Sous-total            | 52          | 13          | 27          | 9               | 2               | 4               | -                 | -                 | -                 | 1          | 0          | 1          | -                              | 11                             | 5                              | 5                              | -                   | -                   | -                   | -                   | 73    | 20    | 37    |
| 2015-2016             | Manchester City FC    | Premier League        | 25          | 7           | 9           | 1               | 1               | 0               | 5                 | 5                 | 4                 | -          | -          | -          | C1                             | 10                             | 3                              | 0                              | -                   | -                   | -                   | -                   | 41    | 16    | 13    |
| 2016-2017             | Manchester City FC    | Premier League        | 36          | 6           | 18          | 5               | 0               | 0               | 1                 | 0                 | 0                 | -          | -          | -          | C1                             | 7                              | 1                              | 2                              | -                   | -                   | -                   | -                   | 49    | 7     | 20    |
| 2017-2018             | Manchester City FC    | Premier League        | 37          | 8           | 16          | 3               | 1               | 0               | 4                 | 2                 | 1                 | -          | -          | -          | C1                             | 8                              | 1                              | 4                              | -                   | -                   | -                   | -                   | 52    | 12    | 21    |
| 2018-2019             | Manchester City FC    | Premier League        | 19          | 2           | 2           | 4               | 2               | 5               | 5                 | 2                 | 0                 | -          | -          | -          | C1                             | 4                              | 0                              | 4                              | -                   | -                   | -                   | -                   | 32    | 6     | 11    |
| 2019-2020             | Manchester City FC    | Premier League        | 35          | 13          | 20          | 2               | 1               | 0               | 3                 | 0                 | 0                 | 1          | 0          | 0          | C1                             | 7                              | 2                              | 2                              | -                   | -                   | -                   | -                   | 48    | 16    | 22    |
| 2020-2021             | Manchester City FC    | Premier League        | 25          | 6           | 12          | 3               | 1               | 1               | 4                 | 0                 | 1                 | -          | -          | -          | C1                             | 8                              | 3                              | 4                              | -                   | -                   | -                   | -                   | 40    | 10    | 18    |
| 2021-2022             | Manchester City FC    | Premier League        | 30          | 15          | 8           | 3               | 1               | 3               | 2                 | 1                 | 0                 | -          | -          | -          | C1                             | 10                             | 2                              | 4                              | -                   | -                   | -                   | -                   | 45    | 19    | 15    |
| 2022-2023             | Manchester City FC    | Premier League        | 32          | 7           | 16          | 4               | 1               | 4               | 2                 | 0                 | 2                 | 1          | 0          | 0          | C1                             | 10                             | 2                              | 7                              | -                   | -                   | -                   | -                   | 49    | 10    | 29    |
| 2023-2024             | Manchester City FC    | Premier League        | 18          | 4           | 10          | 5               | 0               | 5               | -                 | -                 | -                 | 1          | 0          | 1          | C1                             | 2                              | 2                              | 2                              | SCU+CMC             | -                   | -                   | -                   | 26    | 6     | 18    |
| 2024-2025             | Manchester City FC    | Premier League        | 28          | 4           | 7           | 4               | 2               | 1               | -                 | -                 | -                 | 1          | 0          | 0          | C1                             | 7                              | 0                              | 0                              | -                   | -                   | -                   | -                   | 40    | 6     | 8     |
| Sous-total            | Sous-total            | Sous-total            | 285         | 72          | 118         | 34              | 10              | 19              | 26                | 10                | 8                 | 4          | 0          | 1          | -                              | 73                             | 16                             | 29                             | -                   | -                   | -                   | -                   | 422   | 108   | 175   |
| 2025-2026             | SSC Naples            | Serie A               | -           | -           | -           | -               | -               | -               | -                 | -                 | -                 | -          | -          | -          | -                              | -                              | -                              | -                              | -                   | -                   | -                   | -                   | 0     | 0     | 0     |
| Total sur la carrière | Total sur la carrière | Total sur la carrière | 445         | 108         | 174         | 47              | 12              | 24              | 29                | 10                | 8                 | 7          | 0          | 2          | -                              | 98                             | 22                             | 36                             | -                   | 25                  | 3                   | 15                  | 651   | 155   | 259   |

### En sélections nationales
| Saison                | Sélection             | Phases finales         | Phases finales | Phases finales | Phases finales | Éliminatoires CDM | Éliminatoires CDM | Éliminatoires CDM | Éliminatoires EURO | Éliminatoires EURO | Éliminatoires EURO | Ligue des Nations | Ligue des Nations | Ligue des Nations | Matchs amicaux | Matchs amicaux | Matchs amicaux | Total | Total | Total |
| Saison                | Sélection             | Compétition            | M              | B              | Pd             | M                 | B                 | Pd                | M                  | B                  | Pd                 | M                 | B                 | Pd                | M              | B              | Pd             | M     | B     | Pd    |
| --------------------- | --------------------- | ---------------------- | -------------- | -------------- | -------------- | ----------------- | ----------------- | ----------------- | ------------------ | ------------------ | ------------------ | ----------------- | ----------------- | ----------------- | -------------- | -------------- | -------------- | ----- | ----- | ----- |
| 2010-2011             | Belgique              | -                      | -              | -              | -              | -                 | -                 | -                 | -                  | -                  | -                  | -                 | -                 | -                 | 1              | 0              | 0              | 1     | 0     | 0     |
| 2011-2012             | Belgique              | -                      | -              | -              | -              | -                 | -                 | -                 | -                  | -                  | -                  | -                 | -                 | -                 | 1              | 0              | 0              | 1     | 0     | 0     |
| 2012-2013             | Belgique              | -                      | -              | -              | -              | 7                 | 3                 | 3                 | -                  | -                  | -                  | -                 | -                 | -                 | 4              | 0              | 2              | 11    | 3     | 5     |
| 2013-2014             | Belgique              | Coupe du monde 2014    | 4              | 1              | 2              | 3                 | 1                 | 1                 | -                  | -                  | -                  | -                 | -                 | -                 | 6              | 1              | 4              | 13    | 3     | 7     |
| 2014-2015             | Belgique              | -                      | -              | -              | -              | -                 | -                 | -                 | 6                  | 2                  | 1                  | -                 | -                 | -                 | 1              | 0              | 0              | 7     | 2     | 1     |
| 2015-2016             | Belgique              | Euro 2016              | 5              | 0              | 3              | -                 | -                 | -                 | 4                  | 3                  | 2                  | -                 | -                 | -                 | 4              | 2              | 3              | 13    | 5     | 8     |
| 2016-2017             | Belgique              | -                      | -              | -              | -              | 3                 | 0                 | 3                 | -                  | -                  | -                  | -                 | -                 | -                 | 3              | 0              | 0              | 6     | 0     | 3     |
| 2017-2018             | Belgique              | Coupe du monde 2018    | 6              | 1              | 2              | 4                 | 0                 | 2                 | -                  | -                  | -                  | -                 | -                 | -                 | 6              | 1              | 2              | 16    | 2     | 6     |
| 2018-2019             | Belgique              | -                      | -              | -              | -              | -                 | -                 | -                 | 2                  | 1                  | 1                  | -                 | -                 | -                 | -              | -              | -              | 2     | 1     | 1     |
| 2019-2020             | Belgique              | -                      | -              | -              | -              | -                 | -                 | -                 | 4                  | 3                  | 6                  | -                 | -                 | -                 | -              | -              | -              | 4     | 3     | 6     |
| 2020-2021             | Belgique              | Euro 2020              | 4              | 1              | 2              | 2                 | 1                 | 1                 | -                  | -                  | -                  | 4                 | 1                 | 3                 | -              | -              | -              | 10    | 3     | 6     |
| 2021-2022             | Belgique              | Ligue des nations 2021 | 2              | 0              | 3              | 2                 | 1                 | 1                 | -                  | -                  | -                  | 3                 | 1                 | 0                 | -              | -              | -              | 7     | 2     | 4     |
| 2022-2023             | Belgique              | Coupe du monde 2022    | 3              | 0              | 0              | -                 | -                 | -                 | 1                  | 0                  | 0                  | 2                 | 1                 | 1                 | 2              | 1              | 2              | 8     | 2     | 3     |
| 2023-2024             | Belgique              | Euro 2024              | 4              | 1              | 0              | -                 | -                 | -                 | -                  | -                  | -                  | -                 | -                 | -                 | 2              | 1              | 0              | 6     | 2     | 0     |
| 2024-2025             | Belgique              | -                      | -              | -              | -              | 2                 | 1                 | 0                 | -                  | -                  | -                  | 4                 | 2                 | 2                 | -              | -              | -              | 6     | 3     | 2     |
| Total sur la carrière | Total sur la carrière | Total sur la carrière  | 28             | 4              | 12             | 23                | 7                 | 11                | 17                 | 9                  | 10                 | 13                | 5                 | 6                 | 30             | 6              | 13             | 111   | 31    | 52    |

### Matchs internationaux
| Matchs internationaux de Kevin De Bruyne, | Matchs internationaux de Kevin De Bruyne, | Matchs internationaux de Kevin De Bruyne,                   | Matchs internationaux de Kevin De Bruyne, | Matchs internationaux de Kevin De Bruyne, | Matchs internationaux de Kevin De Bruyne, | Matchs internationaux de Kevin De Bruyne, | Matchs internationaux de Kevin De Bruyne,                                             |
| #                                         | Date                                      | Lieu                                                        | Adversaire                                | Résultat                                  | Compétition                               | Club                                      | Notes                                                                                 |
| ----------------------------------------- | ----------------------------------------- | ----------------------------------------------------------- | ----------------------------------------- | ----------------------------------------- | ----------------------------------------- | ----------------------------------------- | ------------------------------------------------------------------------------------- |
| 1                                         | 11 août 2010                              | Veritas Stadion, Turku, Finlande                            | Finlande                                  | D 0 - 1                                   | Match amical                              | KRC Genk                                  | Titulaire, remplacé par Christophe Lepoint à la 46e minute de jeu.                    |
| 2                                         | 11 novembre 2011                          | Stade Maurice-Dufrasne, Liège, Belgique                     | Roumanie                                  | V 2 - 1                                   | Match amical                              | KRC Genk                                  | Entre en jeu à la place de Dries Mertens à la 79e minute de jeu.                      |
| 3                                         | 15 août 2012                              | Stade Roi Baudouin, Bruxelles, Belgique                     | Pays-Bas                                  | V 4 - 2                                   | Match amical                              | SV Werder Brême                           | Entre en jeu à la place de Kevin Mirallas à la 56e minute de jeu.                     |
| 4                                         | 7 septembre 2012                          | Cardiff City Stadium, Cardiff, Pays de Galles               | Pays de Galles                            | V 2 - 0                                   | Éliminatoires de la Coupe du monde 2014   | SV Werder Brême                           | Entre en jeu à la place de Mousa Dembélé à la 64e minute de jeu.                      |
| 5                                         | 11 septembre 2012                         | Stade Roi Baudouin, Bruxelles, Belgique                     | Croatie                                   | N 1 - 1                                   | Éliminatoires de la Coupe du monde 2014   | SV Werder Brême                           | Entre en jeu à la place de Mousa Dembélé à la 72e minute de jeu.                      |
| 6                                         | 12 octobre 2012                           | Stade de l'Étoile rouge, Belgrade, Serbie                   | Serbie                                    | V 3 - 0                                   | Éliminatoires de la Coupe du monde 2014   | SV Werder Brême                           | Titulaire et buteur, remplacé par Kevin Mirallas à la 87e minute de jeu.              |
| 7                                         | 16 octobre 2012                           | Stade Roi Baudouin, Bruxelles, Belgique                     | Écosse                                    | V 2 - 0                                   | Éliminatoires de la Coupe du monde 2014   | SV Werder Brême                           | Titulaire.                                                                            |
| 8                                         | 14 novembre 2012                          | Arena Națională, Bucarest, Roumanie                         | Roumanie                                  | D 1 - 2                                   | Match amical                              | SV Werder Brême                           | Titulaire.                                                                            |
| 9                                         | 6 février 2013                            | Stade Jan-Breydel, Bruges, Belgique                         | Slovaquie                                 | V 2 - 1                                   | Match amical                              | SV Werder Brême                           | Titulaire, remplacé par Dries Mertens à la 62e minute de jeu.                         |
| 10                                        | 22 mars 2013                              | Stade national Philippe II, Skopje, ARY de Macédoine        | Macédoine                                 | V 2 - 0                                   | Éliminatoires de la Coupe du monde 2014   | SV Werder Brême                           | Titulaire et buteur.                                                                  |
| 11                                        | 26 mars 2013                              | Stade Roi Baudouin, Bruxelles, Belgique                     | Macédoine                                 | V 1 - 0                                   | Éliminatoires de la Coupe du monde 2014   | SV Werder Brême                           | Titulaire.                                                                            |
| 12                                        | 29 mai 2013                               | FirstEnergy Stadium, Cleveland, États-Unis                  | États-Unis                                | V 4 - 2                                   | Match amical                              | SV Werder Brême                           | Titulaire, remplacé par Dries Mertens à la 68e minute de jeu.                         |
| 13                                        | 7 juin 2013                               | Stade Roi Baudouin, Bruxelles, Belgique                     | Serbie                                    | V 2 - 1                                   | Éliminatoires de la Coupe du monde 2014   | SV Werder Brême                           | Titulaire et buteur, remplacé par Romelu Lukaku à la 82e minute de jeu.               |
| 14                                        | 14 août 2013                              | Stade Roi Baudouin, Bruxelles, Belgique                     | France                                    | N 0 - 0                                   | Match amical                              | Chelsea FC                                | Titulaire, remplacé par Mousa Dembélé à la 85e minute de jeu.                         |
| 15                                        | 6 septembre 2013                          | Hampden Park, Glasgow, Écosse                               | Écosse                                    | V 2 - 0                                   | Éliminatoires de la Coupe du monde 2014   | Chelsea FC                                | Titulaire.                                                                            |
| 16                                        | 11 octobre 2013                           | Stade Maksimir, Zagreb, Croatie                             | Croatie                                   | V 2 - 1                                   | Éliminatoires de la Coupe du monde 2014   | Chelsea FC                                | Titulaire, remplacé par Kevin Mirallas à la 65e minute de jeu.                        |
| 17                                        | 15 octobre 2013                           | Stade Roi Baudouin, Bruxelles, Belgique                     | Pays de Galles                            | N 1 - 1                                   | Éliminatoires de la Coupe du monde 2014   | Chelsea FC                                | Titulaire et buteur.                                                                  |
| 18                                        | 14 novembre 2013                          | Stade Roi Baudouin, Bruxelles, Belgique                     | Colombie                                  | D 0 - 2                                   | Match amical                              | Chelsea FC                                | Titulaire, remplacé par Romelu Lukaku à la 58e minute de jeu.                         |
| 19                                        | 19 novembre 2013                          | Stade Roi Baudouin, Bruxelles, Belgique                     | Japon                                     | D 2 - 3                                   | Match amical                              | Chelsea FC                                | Entre en jeu à la place de Dries Mertens à la 65e minute de jeu.                      |
| 20                                        | 5 mars 2014                               | Stade Roi Baudouin, Bruxelles, Belgique                     | Côte d'Ivoire                             | N 2 - 2                                   | Match amical                              | VfL Wolfsburg                             | Titulaire.                                                                            |
| 21                                        | 26 mai 2014                               | Cristal Arena, Genk, Belgique                               | Luxembourg                                | V 5 - 1                                   | Match amical                              | VfL Wolfsburg                             | Titulaire et buteur.                                                                  |
| 22                                        | 1er juin 2014                             | Friends Arena, Solna, Suède                                 | Suède                                     | V 2 - 0                                   | Match amical                              | VfL Wolfsburg                             | Titulaire.                                                                            |
| 23                                        | 17 juin 2014                              | Mineirão, Belo Horizonte, Brésil                            | Algérie                                   | V 2 - 1                                   | Coupe du monde 2014                       | VfL Wolfsburg                             | Titulaire.                                                                            |
| 24                                        | 22 juin 2014                              | Stade Maracanã, Rio de Janeiro, Brésil                      | Russie                                    | V 1 - 0                                   | Coupe du monde 2014                       | VfL Wolfsburg                             | Titulaire.                                                                            |
| 25                                        | 1er juillet 2014                          | Itaipava Arena Fonte Nova, Salvador de Bahia, Brésil        | États-Unis                                | V 2 - 1 a.p.                              | Coupe du monde 2014                       | VfL Wolfsburg                             | Titulaire et buteur.                                                                  |
| 26                                        | 5 juillet 2014                            | Stade national de Brasilia Mané Garrincha, Brasilia, Brésil | Argentine                                 | D 0 - 1                                   | Coupe du monde 2014                       | VfL Wolfsburg                             | Titulaire.                                                                            |
| 27                                        | 4 septembre 2014                          | Stade Maurice-Dufrasne, Liège, Belgique                     | Australie                                 | V 2 - 0                                   | Match amical                              | VfL Wolfsburg                             | Titulaire.                                                                            |
| 28                                        | 10 octobre 2014                           | Stade Roi Baudouin, Bruxelles, Belgique                     | Andorre                                   | V 6 - 0                                   | Éliminatoires de l'Euro 2016              | VfL Wolfsburg                             | Titulaire et buteur.                                                                  |
| 29                                        | 13 octobre 2014                           | Stade Bilino-Polje, Zenica, Bosnie-Herzégovine              | Bosnie-Herzégovine                        | N 1 - 1                                   | Éliminatoires de l'Euro 2016              | VfL Wolfsburg                             | Titulaire.                                                                            |
| 30                                        | 16 novembre 2014                          | Stade Roi Baudouin, Bruxelles, Belgique                     | Pays de Galles                            | N 0 - 0                                   | Éliminatoires de l'Euro 2016              | VfL Wolfsburg                             | Titulaire.                                                                            |
| 31                                        | 28 mars 2015                              | Stade Roi Baudouin, Bruxelles, Belgique                     | Chypre                                    | V 5 - 0                                   | Éliminatoires de l'Euro 2016              | VfL Wolfsburg                             | Titulaire.                                                                            |
| 32                                        | 31 mars 2015                              | Stade Teddy, Jérusalem, Israël                              | Israël                                    | V 1 - 0                                   | Éliminatoires de l'Euro 2016              | VfL Wolfsburg                             | Titulaire.                                                                            |
| 33                                        | 12 juin 2015                              | Cardiff City Stadium, Cardiff, Pays de Galles               | Pays de Galles                            | D 0 - 1                                   | Éliminatoires de l'Euro 2016              | VfL Wolfsburg                             | Titulaire.                                                                            |
| 34                                        | 3 septembre 2015                          | Stade Roi Baudouin, Bruxelles, Belgique                     | Bosnie-Herzégovine                        | V 3 - 1                                   | Éliminatoires de l'Euro 2016              | Manchester City                           | Titulaire et buteur, remplacé par Dries Mertens à la 89e minute de jeu.               |
| 35                                        | 6 septembre 2015                          | Stade GSP, Nicosie, Chypre                                  | Chypre                                    | V 1 - 0                                   | Éliminatoires de l'Euro 2016              | Manchester City                           | Titulaire.                                                                            |
| 36                                        | 10 octobre 2015                           | Estadi Nacional, Andorre-la-Vieille, Andorre                | Andorre                                   | V 4 - 1                                   | Éliminatoires de l'Euro 2016              | Manchester City                           | Titulaire et buteur.                                                                  |
| 37                                        | 13 octobre 2015                           | Stade Roi Baudouin, Bruxelles, Belgique                     | Israël                                    | V 3 - 1                                   | Éliminatoires de l'Euro 2016              | Manchester City                           | Titulaire et buteur, écope d'un carton jaune à la 33e minute de jeu.                  |
| 38                                        | 13 novembre 2015                          | Stade Roi Baudouin, Bruxelles, Belgique                     | Italie                                    | V 3 - 1                                   | Match amical                              | Manchester City                           | Titulaire et buteur.                                                                  |
| 39                                        | 28 mai 2016                               | Stade de Genève, Carouge, Suisse                            | Suisse                                    | V 2 - 1                                   | Match amical                              | Manchester City                           | Titulaire et buteur.                                                                  |
| 40                                        | 1er juin 2016                             | Stade Roi Baudouin, Bruxelles, Belgique                     | Finlande                                  | N 1 - 1                                   | Match amical                              | Manchester City                           | Titulaire.                                                                            |
| 41                                        | 5 juin 2016                               | Stade Roi Baudouin, Bruxelles, Belgique                     | Norvège                                   | V 3 - 2                                   | Match amical                              | Manchester City                           | Titulaire.                                                                            |
| 42                                        | 13 juin 2016                              | Parc Olympique lyonnais, Décines-Charpieu, France           | Italie                                    | D 0 - 2                                   | Euro 2016                                 | Manchester City                           | Titulaire.                                                                            |
| 43                                        | 18 juin 2016                              | Matmut Atlantique, Bordeaux, France                         | République d'Irlande                      | V 3 - 0                                   | Euro 2016                                 | Manchester City                           | Titulaire.                                                                            |
| 44                                        | 22 juin 2016                              | Allianz Riviera, Nice, France                               | Suède                                     | V 1 - 0                                   | Euro 2016                                 | Manchester City                           | Titulaire.                                                                            |
| 45                                        | 26 juin 2016                              | Stadium de Toulouse, Toulouse, France                       | Hongrie                                   | V 4 - 0                                   | Euro 2016                                 | Manchester City                           | Titulaire.                                                                            |
| 46                                        | 1er juillet 2016                          | Stade Pierre-Mauroy, Villeneuve-d'Ascq, France              | Pays de Galles                            | D 1 - 3                                   | Euro 2016                                 | Manchester City                           | Titulaire.                                                                            |
| 47                                        | 1er septembre 2016                        | Stade Roi Baudouin, Bruxelles, Belgique                     | Espagne                                   | D 0 - 2                                   | Match amical                              | Manchester City                           | Titulaire, remplacé par Steven Defour à la 87e minute de jeu.                         |
| 48                                        | 6 septembre 2016                          | Stade GSP, Nicosie, Chypre                                  | Chypre                                    | V 3 - 0                                   | Éliminatoires de la Coupe du monde 2018   | Manchester City                           | Titulaire.                                                                            |
| 49                                        | 9 novembre 2016                           | Amsterdam Arena, Amsterdam, Pays-Bas                        | Pays-Bas                                  | N 1 - 1                                   | Match amical                              | Manchester City                           | Titulaire, remplacé par Thorgan Hazard à la 64e minute de jeu.                        |
| 50                                        | 13 novembre 2016                          | Stade Roi Baudouin, Bruxelles, Belgique                     | Estonie                                   | V 8 - 1                                   | Éliminatoires de la Coupe du monde 2018   | Manchester City                           | Titulaire.                                                                            |
| 51                                        | 5 juin 2017                               | Stade Roi Baudouin, Bruxelles, Belgique                     | Tchéquie                                  | V 2 - 1                                   | Match amical                              | Manchester City                           | Titulaire.                                                                            |
| 52                                        | 9 juin 2017                               | A. Le Coq Arena, Tallinn, Estonie                           | Estonie                                   | V 2 - 0                                   | Éliminatoires de la Coupe du monde 2018   | Manchester City                           | Titulaire.                                                                            |
| 53                                        | 31 août 2017                              | Stade Maurice-Dufrasne, Liège, Belgique                     | Gibraltar                                 | V 9 - 0                                   | Éliminatoires de la Coupe du monde 2018   | Manchester City                           | Titulaire, remplacé par Youri Tielemans à la 85e minute de jeu.                       |
| 54                                        | 3 septembre 2017                          | Stade Karaïskakis, Le Pirée, Grèce                          | Grèce                                     | V 2 - 1                                   | Éliminatoires de la Coupe du monde 2018   | Manchester City                           | Titulaire, écope d'un carton jaune à la 92e minute de jeu.                            |
| 55                                        | 7 octobre 2017                            | Stade Grbavica, Sarajevo, Bosnie-Herzégovine                | Bosnie-Herzégovine                        | V 4 - 3                                   | Éliminatoires de la Coupe du monde 2018   | Manchester City                           | Titulaire.                                                                            |
| 56                                        | 10 octobre 2017                           | Stade Roi Baudouin, Bruxelles, Belgique                     | Chypre                                    | V 4 - 0                                   | Éliminatoires de la Coupe du monde 2018   | Manchester City                           | Entre en jeu à la place de Eden Hazard à la 77e minute de jeu.                        |
| 57                                        | 10 novembre 2017                          | Stade Roi Baudouin, Bruxelles, Belgique                     | Mexique                                   | N 3 - 3                                   | Match amical                              | Manchester City                           | Titulaire, remplacé par Dries Mertens à la 46e minute de jeu.                         |
| 58                                        | 14 novembre 2017                          | Stade Jan-Breydel, Bruges, Belgique                         | Japon                                     | V 1 - 0                                   | Match amical                              | Manchester City                           | Titulaire, remplacé par Mousa Dembélé à la 62e minute de jeu.                         |
| 59                                        | 27 mars 2018                              | Stade Roi Baudouin, Bruxelles, Belgique                     | Arabie saoudite                           | V 4 - 0                                   | Match amical                              | Manchester City                           | Titulaire et buteur, remplacé par Mousa Dembélé à la 84e minute de jeu.               |
| 60                                        | 2 juin 2018                               | Stade Roi Baudouin, Bruxelles, Belgique                     | Portugal                                  | N 0 - 0                                   | Match amical                              | Manchester City                           | Titulaire.                                                                            |
| 61                                        | 6 juin 2018                               | Stade Roi Baudouin, Bruxelles, Belgique                     | Égypte                                    | V 3 - 0                                   | Match amical                              | Manchester City                           | Titulaire.                                                                            |
| 62                                        | 11 juin 2018                              | Stade Roi Baudouin, Bruxelles, Belgique                     | Costa Rica                                | V 4 - 1                                   | Match amical                              | Manchester City                           | Titulaire, remplacé par Youri Tielemans à la 71e minute de jeu.                       |
| 63                                        | 18 juin 2018                              | Stade olympique Ficht, Sotchi, Russie                       | Panama                                    | V 3 - 0                                   | Coupe du monde 2018                       | Manchester City                           | Titulaire, écope d'un carton jaune à la 88e minute de jeu.                            |
| 64                                        | 23 juin 2018                              | Otkrytie Arena, Moscou, Russie                              | Tunisie                                   | V 5 - 2                                   | Coupe du monde 2018                       | Manchester City                           | Titulaire.                                                                            |
| 65                                        | 2 juillet 2018                            | Rostov Arena, Rostov-sur-le-Don, Russie                     | Japon                                     | V 3 - 2                                   | Coupe du monde 2018                       | Manchester City                           | Titulaire.                                                                            |
| 66                                        | 6 juillet 2018                            | Kazan Arena, Kazan, Russie                                  | Brésil                                    | V 2 - 1                                   | Coupe du monde 2018                       | Manchester City                           | Titulaire et buteur.                                                                  |
| 67                                        | 10 juillet 2018                           | Zenit Arena, Saint-Pétersbourg, Russie                      | France                                    | D 0 - 1                                   | Coupe du monde 2018                       | Manchester City                           | Titulaire.                                                                            |
| 68                                        | 14 juillet 2018                           | Zenit Arena, Saint-Pétersbourg, Russie                      | Angleterre                                | V 2 - 0                                   | Coupe du monde 2018                       | Manchester City                           | Titulaire.                                                                            |
| 69                                        | 8 juin 2019                               | Stade Roi Baudouin, Bruxelles, Belgique                     | Kazakhstan                                | V 3 - 0                                   | Éliminatoires de l'Euro 2020              | Manchester City                           | Titulaire, remplacé par Youri Tielemans à la 67e minute de jeu.                       |
| 70                                        | 11 juin 2019                              | Stade Roi Baudouin, Bruxelles, Belgique                     | Écosse                                    | V 3 - 0                                   | Éliminatoires de l'Euro 2020              | Manchester City                           | Titulaire et buteur, écope d'un carton jaune à la 34e minute de jeu.                  |
| 71                                        | 6 septembre 2019                          | Stadio Olimpico, Serravalle, Saint-Marin                    | Saint-Marin                               | V 4 - 0                                   | Éliminatoires de l'Euro 2020              | Manchester City                           | Titulaire et capitaine, remplacé par Dennis Praet à la 76e minute de jeu.             |
| 72                                        | 9 septembre 2019                          | Hampden Park, Glasgow, Écosse                               | Écosse                                    | V 4 - 0                                   | Éliminatoires de l'Euro 2020              | Manchester City                           | Titulaire, capitaine et buteur.                                                       |
| 73                                        | 16 novembre 2019                          | Gazprom Arena, Saint-Pétersbourg, Russie                    | Russie                                    | V 4 - 1                                   | Éliminatoires de l'Euro 2020              | Manchester City                           | Titulaire.                                                                            |
| 74                                        | 19 novembre 2019                          | Stade Roi Baudouin, Bruxelles, Belgique                     | Chypre                                    | V 6 - 1                                   | Éliminatoires de l'Euro 2020              | Manchester City                           | Titulaire et buteur, remplacé par Dennis Praet à la 68e minute de jeu.                |
| 75                                        | 8 septembre 2020                          | Stade Roi Baudouin, Bruxelles, Belgique                     | Islande                                   | V 5 - 1                                   | Ligue des nations 2020-2021               | Manchester City                           | Titulaire, remplacé par Hans Vanaken à la 80e minute de jeu.                          |
| 76                                        | 11 octobre 2020                           | Stade de Wembley, Londres, Angleterre                       | Angleterre                                | D 1 - 2                                   | Ligue des nations 2020-2021               | Manchester City                           | Titulaire et capitaine, remplacé par Yari Verschaeren à la 73e minute de jeu.         |
| 77                                        | 15 novembre 2020                          | Stade Den Dreef, Louvain, Belgique                          | Angleterre                                | V 2 - 0                                   | Ligue des nations 2020-2021               | Manchester City                           | Titulaire.                                                                            |
| 78                                        | 18 novembre 2020                          | Stade Den Dreef, Louvain, Belgique                          | Danemark                                  | V 4 - 2                                   | Ligue des nations 2020-2021               | Manchester City                           | Titulaire et buteur.                                                                  |
| 79                                        | 24 mars 2021                              | Stade Den Dreef, Louvain, Belgique                          | Pays de Galles                            | V 3 - 1                                   | Éliminatoires de la Coupe du monde 2022   | Manchester City                           | Titulaire et buteur.                                                                  |
| 80                                        | 27 mars 2021                              | Sinobo Stadium, Prague, Tchéquie                            | Tchéquie                                  | N 1 - 1                                   | Éliminatoires de la Coupe du monde 2022   | Manchester City                           | Titulaire.                                                                            |
| 81                                        | 17 juin 2021                              | Parken Stadium, Copenhague, Danemark                        | Danemark                                  | V 2 - 1                                   | Euro 2020                                 | Manchester City                           | Buteur, entre en jeu à la place de Dries Mertens à la 46e minute de jeu.              |
| 82                                        | 21 juin 2021                              | Gazprom Arena, Saint-Pétersbourg, Russie                    | Finlande                                  | V 2 - 0                                   | Euro 2020                                 | Manchester City                           | Titulaire, remplacé par Hans Vanaken à la 91e minute de jeu.                          |
| 83                                        | 27 juin 2021                              | Stade La Cartuja, Séville, Espagne                          | Portugal                                  | V 1 - 0                                   | Euro 2020                                 | Manchester City                           | Titulaire, remplacé par Dries Mertens à la 48e minute de jeu.                         |
| 84                                        | 2 juillet 2021                            | Allianz Arena, Munich, Allemagne                            | Italie                                    | D 1 - 2                                   | Euro 2020                                 | Manchester City                           | Titulaire.                                                                            |
| 85                                        | 7 octobre 2021                            | Juventus Stadium, Turin, Italie                             | France                                    | D 2 - 3                                   | Ligue des nations 2020-2021               | Manchester City                           | Titulaire.                                                                            |
| 86                                        | 10 octobre 2021                           | Juventus Stadium, Turin, Italie                             | Italie                                    | D 1 - 2                                   | Ligue des nations 2020-2021               | Manchester City                           | Entre en jeu à la place de Youri Tielemans à la 59e minute de jeu.                    |
| 87                                        | 13 novembre 2021                          | Stade Roi Baudouin, Bruxelles, Belgique                     | Estonie                                   | V 3 - 1                                   | Éliminatoires de la Coupe du monde 2022   | Manchester City                           | Titulaire, remplacé par Charles De Ketelaere à la 83e minute de jeu.                  |
| 88                                        | 16 novembre 2021                          | Cardiff City Stadium, Cardiff, Pays de Galles               | Pays de Galles                            | N 1 - 1                                   | Éliminatoires de la Coupe du monde 2022   | Manchester City                           | Titulaire, capitaine et buteur.                                                       |
| 89                                        | 3 juin 2022                               | Stade Roi Baudouin, Bruxelles, Belgique                     | Pays-Bas                                  | D 1 - 4                                   | Ligue des nations 2022-2023               | Manchester City                           | Titulaire.                                                                            |
| 90                                        | 8 juin 2022                               | Stade Roi Baudouin, Bruxelles, Belgique                     | Pologne                                   | V 6 - 1                                   | Ligue des nations 2022-2023               | Manchester City                           | Titulaire et buteur, remplacé par Charles De Ketelaere à la 75e minute de jeu.        |
| 91                                        | 11 juin 2022                              | Cardiff City Stadium, Cardiff, Pays de Galles               | Pays de Galles                            | N 1 - 1                                   | Ligue des nations 2022-2023               | Manchester City                           | Titulaire et capitaine, remplacé par Eden Hazard à la 72e minute de jeu.              |
| 92                                        | 22 septembre 2022                         | Stade Roi Baudouin, Bruxelles, Belgique                     | Pays de Galles                            | V 2 - 1                                   | Ligue des nations 2022-2023               | Manchester City                           | Titulaire et buteur, remplacé par Charles De Ketelaere à la 91e minute de jeu.        |
| 93                                        | 25 septembre 2022                         | Johan Cruyff Arena, Amsterdam, Pays-Bas                     | Pays-Bas                                  | D 0 - 1                                   | Ligue des nations 2022-2023               | Manchester City                           | Titulaire.                                                                            |
| 94                                        | 18 novembre 2022                          | Stade international Jaber Al-Ahmad (en), Koweït, Koweït     | Égypte                                    | D 1 - 2                                   | Match amical                              | Manchester City                           | Titulaire, remplacé par Dries Mertens à la 46e minute de jeu.                         |
| 95                                        | 23 novembre 2022                          | Stade Ahmed-ben-Ali, Al Rayyan, Qatar                       | Canada                                    | V 1 - 0                                   | Coupe du monde 2022                       | Manchester City                           | Titulaire.                                                                            |
| 96                                        | 27 novembre 2022                          | Stade d'Al-Thumama, Doha, Qatar                             | Maroc                                     | D 0 - 2                                   | Coupe du monde 2022                       | Manchester City                           | Titulaire.                                                                            |
| 97                                        | 1er décembre 2022                         | Stade Ahmed-ben-Ali, Al Rayyan, Qatar                       | Croatie                                   | N 0 - 0                                   | Coupe du monde 2022                       | Manchester City                           | Titulaire et capitaine.                                                               |
| 98                                        | 24 mars 2023                              | Friends Arena, Solna, Suède                                 | Suède                                     | V 3 - 0                                   | Éliminatoires de l'Euro 2024              | Manchester City                           | Titulaire et capitaine.                                                               |
| 99                                        | 28 mars 2023                              | RheinEnergieStadion, Cologne, Allemagne                     | Allemagne                                 | V 3 - 2                                   | Match amical                              | Manchester City                           | Titulaire, capitaine et buteur, remplacé par Loïs Openda à la 79e minute de jeu.      |
| 100                                       | 5 juin 2024                               | Stade Roi Baudouin, Bruxelles, Belgique                     | Monténégro                                | V 2 - 0                                   | Match amical                              | Manchester City                           | Titulaire, capitaine et buteur, remplacé par Leandro Trossard à la 46e minute de jeu. |
| 101                                       | 8 juin 2024                               | Stade Roi Baudouin, Bruxelles, Belgique                     | Luxembourg                                | V 3 - 0                                   | Match amical                              | Manchester City                           | Titulaire et capitaine, remplacé par Charles De Ketelaere à la 72e minute de jeu.     |
| 102                                       | 17 juin 2024                              | Frankfurt Arena, Francfort, Allemagne                       | Slovaquie                                 | D 0 - 1                                   | Euro 2024                                 | Manchester City                           | Titulaire et capitaine.                                                               |
| 103                                       | 22 juin 2024                              | Stade de Cologne, Cologne, Allemagne                        | Roumanie                                  | V 2 - 0                                   | Euro 2024                                 | Manchester City                           | Titulaire, capitaine et buteur.                                                       |
| 104                                       | 26 juin 2024                              | Stuttgart Arena, Stuttgart, Allemagne                       | Ukraine                                   | N 0 - 0                                   | Euro 2024                                 | Manchester City                           | Titulaire et capitaine.                                                               |
| 105                                       | 1er juillet 2024                          | Düsseldorf Arena, Düsseldorf, Allemagne                     | France                                    | D 0 - 1                                   | Euro 2024                                 | Manchester City                           | Titulaire et capitaine.                                                               |
| 106                                       | 6 septembre 2024                          | Nagyerdei Stadion, Debrecen, Hongrie                        | Israël                                    | V 3 - 1                                   | Ligue des nations 2024-2025               | Manchester City                           | Titulaire, capitaine et buteur.                                                       |
| 107                                       | 9 septembre 2024                          | Parc Olympique lyonnais, Décines-Charpieu, France           | France                                    | D 0 - 2                                   | Ligue des nations 2024-2025               | Manchester City                           | Titulaire et capitaine.                                                               |
| 108                                       | 20 mars 2025                              | Stade Enrique-Roca de Murcie, Murcie, Espagne               | Ukraine                                   | D 1 - 3                                   | Ligue des nations 2024-2025               | Manchester City                           | Titulaire, remplacé par Hans Vanaken à la 70e minute de jeu.                          |
| 109                                       | 23 mars 2025                              | Cegeka Arena, Genk, Belgique                                | Ukraine                                   | V 3 - 0                                   | Ligue des nations 2024-2025               | Manchester City                           | Titulaire et capitaine.                                                               |
| 110                                       | 6 juin 2025                               | Stade national Toše-Proeski, Skopje, Macédoine du Nord      | Macédoine du Nord                         | N 1 - 1                                   | Éliminatoires de la Coupe du monde 2026   | Manchester City                           | Titulaire, remplacé par Youri Tielemans à la 56e minute de jeu.                       |
| 111                                       | 9 juin 2025                               | Stade Roi Baudouin, Bruxelles, Belgique                     | Pays de Galles                            | V 4 - 3                                   | Éliminatoires de la Coupe du monde 2026   | Manchester City                           | Titulaire et buteur, remplacé par Alexis Saelemaekers à la 89e minute de jeu.         |

### Buts internationaux
| Buts internationaux de Kevin De Bruyne, | Buts internationaux de Kevin De Bruyne, | Buts internationaux de Kevin De Bruyne,              | Buts internationaux de Kevin De Bruyne, | Buts internationaux de Kevin De Bruyne, | Buts internationaux de Kevin De Bruyne, | Buts internationaux de Kevin De Bruyne, | Buts internationaux de Kevin De Bruyne, | Buts internationaux de Kevin De Bruyne, | Buts internationaux de Kevin De Bruyne, |
| #                                       | Date                                    | Lieu                                                 | Adversaire                              | Résultat                                | Compétition                             | Détail                                  | Détail                                  | Détail                                  | Cape                                    |
| --------------------------------------- | --------------------------------------- | ---------------------------------------------------- | --------------------------------------- | --------------------------------------- | --------------------------------------- | --------------------------------------- | --------------------------------------- | --------------------------------------- | --------------------------------------- |
| 1                                       | 12 octobre 2012                         | Stade de l'Étoile rouge, Belgrade, Serbie            | Serbie                                  | V 3 - 0                                 | Éliminatoires de la Coupe du monde 2014 | 68e                                     | du pied droit                           | 0-2                                     | 6e                                      |
| 2                                       | 22 mars 2013                            | Stade national Philippe II, Skopje, ARY de Macédoine | Macédoine                               | V 2 - 0                                 | Éliminatoires de la Coupe du monde 2014 | 26e                                     | du pied droit                           | 0-1                                     | 10e                                     |
| 3                                       | 7 juin 2013                             | Stade Roi Baudouin, Bruxelles, Belgique              | Serbie                                  | V 2 - 1                                 | Éliminatoires de la Coupe du monde 2014 | 13e                                     | de la tête                              | 1-0                                     | 13e                                     |
| 4                                       | 15 octobre 2013                         | Stade Roi Baudouin, Bruxelles, Belgique              | Pays de Galles                          | N 1 - 1                                 | Éliminatoires de la Coupe du monde 2014 | 64e                                     | du pied droit                           | 1-0                                     | 17e                                     |
| 5                                       | 26 mai 2014                             | Cristal Arena, Genk, Belgique                        | Luxembourg                              | V 5 - 1                                 | Match amical                            | 90e (pen.)                              | du pied droit                           | 5-1                                     | 21e                                     |
| 6                                       | 1er juillet 2014                        | Itaipava Arena Fonte Nova, Salvador de Bahia, Brésil | États-Unis                              | V 2 - 1 a.p.                            | Coupe du monde 2014                     | 93e                                     | du pied droit                           | 1-0                                     | 25e                                     |
| 7                                       | 10 octobre 2014                         | Stade Roi Baudouin, Bruxelles, Belgique              | Andorre                                 | V 6 - 0                                 | Éliminatoires de l'Euro 2016            | 31e (pen.)                              | du pied droit                           | 1-0                                     | 28e                                     |
| 8                                       | 10 octobre 2014                         | Stade Roi Baudouin, Bruxelles, Belgique              | Andorre                                 | V 6 - 0                                 | Éliminatoires de l'Euro 2016            | 34e                                     | du pied droit                           | 2-0                                     | 28e                                     |
| 9                                       | 3 septembre 2015                        | Stade Roi Baudouin, Bruxelles, Belgique              | Bosnie-Herzégovine                      | V 3 - 1                                 | Éliminatoires de l'Euro 2016            | 44e                                     | du pied droit                           | 2-1                                     | 34e                                     |
| 10                                      | 10 octobre 2015                         | Estadi Nacional, Andorre-la-Vieille, Andorre         | Andorre                                 | V 4 - 1                                 | Éliminatoires de l'Euro 2016            | 42e (coup franc)                        | du pied droit                           | 0-2                                     | 36e                                     |
| 11                                      | 13 octobre 2015                         | Stade Roi Baudouin, Bruxelles, Belgique              | Israël                                  | V 3 - 1                                 | Éliminatoires de l'Euro 2016            | 78e (coup franc)                        | du pied droit                           | 2-0                                     | 37e                                     |
| 12                                      | 13 novembre 2015                        | Stade Roi Baudouin, Bruxelles, Belgique              | Italie                                  | V 3 - 1                                 | Match amical                            | 74e                                     | du pied gauche                          | 2-1                                     | 38e                                     |
| 13                                      | 28 mai 2016                             | Stade de Genève, Carouge, Suisse                     | Suisse                                  | V 2 - 1                                 | Match amical                            | 83e                                     | du pied droit                           | 1-2                                     | 39e                                     |
| 14                                      | 27 mars 2018                            | Stade Roi Baudouin, Bruxelles, Belgique              | Arabie saoudite                         | V 4 - 0                                 | Match amical                            | 78e                                     | du pied droit                           | 4-0                                     | 59e                                     |
| 15                                      | 6 juillet 2018                          | Kazan Arena, Kazan, Russie                           | Brésil                                  | V 2 - 1                                 | Coupe du monde 2018                     | 31e                                     | du pied droit                           | 0-2                                     | 66e                                     |
| 16                                      | 11 juin 2019                            | Stade Roi Baudouin, Bruxelles, Belgique              | Écosse                                  | V 3 - 0                                 | Éliminatoires de l'Euro 2020            | 90+2e                                   | du pied droit                           | 3-0                                     | 70e                                     |
| 17                                      | 9 septembre 2019                        | Hampden Park, Glasgow, Écosse                        | Écosse                                  | V 4 - 0                                 | Éliminatoires de l'Euro 2020            | 82e                                     | du pied droit                           | 0-4                                     | 72e                                     |
| 18                                      | 19 novembre 2019                        | Stade Roi Baudouin, Bruxelles, Belgique              | Chypre                                  | V 6 - 1                                 | Éliminatoires de l'Euro 2020            | 36e                                     | du pied droit                           | 2-1                                     | 74e                                     |
| 19                                      | 19 novembre 2019                        | Stade Roi Baudouin, Bruxelles, Belgique              | Chypre                                  | V 6 - 1                                 | Éliminatoires de l'Euro 2020            | 41e                                     | du pied droit                           | 3-1                                     | 74e                                     |
| 20                                      | 18 novembre 2020                        | Stade Den Dreef, Louvain, Belgique                   | Danemark                                | V 4 - 2                                 | Ligue des nations 2020-2021             | 87e                                     | du pied droit                           | 4-2                                     | 78e                                     |
| 21                                      | 24 mars 2021                            | Stade Den Dreef, Louvain, Belgique                   | Pays de Galles                          | V 3 - 1                                 | Éliminatoires de la Coupe du monde 2022 | 22e                                     | du pied droit                           | 1-1                                     | 79e                                     |
| 22                                      | 17 juin 2021                            | Parken Stadium, Copenhague, Danemark                 | Danemark                                | V 2 - 1                                 | Euro 2020                               | 70e                                     | du pied gauche                          | 1-2                                     | 81e                                     |
| 23                                      | 16 novembre 2021                        | Cardiff City Stadium, Cardiff, Pays de Galles        | Pays de Galles                          | N 1 - 1                                 | Éliminatoires de la Coupe du monde 2022 | 12e                                     | du pied droit                           | 0-1                                     | 88e                                     |
| 24                                      | 8 juin 2022                             | Stade Roi Baudouin, Bruxelles, Belgique              | Pologne                                 | V 6 - 1                                 | Ligue des nations 2022-2023             | 59e                                     | du pied droit                           | 2-1                                     | 90e                                     |
| 25                                      | 22 septembre 2022                       | Stade Roi Baudouin, Bruxelles, Belgique              | Pays de Galles                          | V 2 - 1                                 | Ligue des nations 2022-2023             | 10e                                     | du pied gauche                          | 1-0                                     | 92e                                     |
| 26                                      | 28 mars 2023                            | RheinEnergieStadion, Cologne, Allemagne              | Allemagne                               | V 3 - 2                                 | Match amical                            | 78e                                     | du pied gauche                          | 1-3                                     | 99e                                     |
| 27                                      | 5 juin 2024                             | Stade Roi Baudouin, Bruxelles, Belgique              | Monténégro                              | V 2 - 0                                 | Match amical                            | 44e                                     | du pied droit                           | 1-0                                     | 100e                                    |
| 28                                      | 22 juin 2024                            | Stade de Cologne, Cologne, Allemagne                 | Roumanie                                | V 2 - 0                                 | Euro 2024                               | 80e                                     | du pied droit                           | 2-0                                     | 103e                                    |
| 29                                      | 6 septembre 2024                        | Nagyerdei Stadion, Debrecen, Hongrie                 | Israël                                  | V 3 - 1                                 | Ligue des nations 2024-2025             | 21e                                     | du pied droit                           | 1-0                                     | 106e                                    |
| 30                                      | 6 septembre 2024                        | Nagyerdei Stadion, Debrecen, Hongrie                 | Israël                                  | V 3 - 1                                 | Ligue des nations 2024-2025             | 52e (pen.)                              | du pied droit                           | 3-1                                     | 106e                                    |
| 31                                      | 9 juin 2025                             | Stade Roi Baudouin, Bruxelles, Belgique              | Pays de Galles                          | V 4 - 3                                 | Éliminatoires de la Coupe du monde 2026 | 88e                                     | du pied gauche                          | 4-3                                     | 111e                                    |

## Palmarès

### En club
|  |  | KRC Genk - Championnat de Belgique (1) : - Champion : 2011. - Coupe de Belgique (1) : - Vainqueur : 2009. - Supercoupe de Belgique (1) : - Vainqueur : 2011. - Finaliste : 2009. |  | VfL Wolfsburg - Championnat d'Allemagne : - Vice-champion : 2015. - Coupe d'Allemagne (1) : - Vainqueur : 2015. - Supercoupe d'Allemagne (1) : - Vainqueur : 2015. |  | Manchester City - Championnat d'Angleterre (6) : - Champion : 2018, 2019, 2021, 2022, 2023 et 2024. - Vice-champion : 2020. - Coupe d'Angleterre (2) : - Vainqueur : 2019 et 2023. - Finaliste : 2024 et 2025. - Community Shield (3) : - Vainqueur : 2018, 2019 et 2024. - Finaliste : 2021, 2022 et 2023. - Coupe de la Ligue (5) : - Vainqueur : 2016, 2018, 2019, 2020 et 2021. - Ligue des champions (1) : - Vainqueur : 2023. - Finaliste : 2021 . |

### En sélections nationales
|  |  | Belgique - Coupe du monde : - Troisième : 2018. - Ligue des nations : - Quatrième : 2021. |

### Distinctions personnelles
- 2015 :
  - Footballeur de l'année en Allemagne[52].
  - Meilleur joueur du Championnat d'Allemagne.
  - Meilleur passeur de Championnat d'Allemagne.
  - Meilleur Belge à l'étranger.
  - Membre de l'équipe type de la Ligue Europa.
  - Meilleur passeur d'Europe[53].
  - Élu 18e au Ballon d'or.

- 2016 :
  - Meilleur Belge à l'étranger.
  - Nommé au Ballon d'or sans remporter de suffrage.
- 2017 :
  - Meilleur passeur du Championnat d'Angleterre.
  - Membre de l'équipe type de l'année UEFA.
  - Élu 14e au Ballon d'or.
  - Membre de l'équipe mondiale de l'année par l'IFFHS.

- 2018 :
  - Meilleur passeur du Championnat d'Angleterre.
  - Membre de l'équipe type du Championnat d'Angleterre.
  - Membre de l'équipe type Fan Dream Team de la Coupe du monde[54].
  - Membre de l'équipe type de la Ligue des champions.
  - Élu 9e au Ballon d'or.

- 2019 :
  - Membre de l'équipe type de l'année UEFA.
  - Membre de l'équipe type de la Ligue des champions.
  - Élu 14e au Ballon d'or.
  - Membre de l'équipe mondiale de l'année par l'IFFHS.

- 2020 :
  - Joueur de l'année PFA du Championnat d'Angleterre.
  - Meilleur passeur du Championnat d'Angleterre.
  - Meilleur milieu de terrain de l'année UEFA.
  - Élu 2e au Joueur de l'année de l'UEFA.
  - Membre de l'équipe type de la FIFA FIFPro World11.
  - Membre de l'équipe type du Championnat d'Angleterre.
  - Membre de l'équipe type de l'année UEFA.
  - Record du nombre de passes décisives sur une saison du Championnat d'Angleterre.
  - Meilleur meneur de jeu par l'IFFHS.
  - Membre de l'équipe mondiale de l'année par l'IFFHS.

- 2021 :
  - Membre de l'équipe type du Championnat d'Angleterre[55].
  - Membre de l'équipe de la saison en Ligue des Champions[56].
  - Élu 3e au Joueur de l'année de l'UEFA.
  - Meilleur passeur de la Ligue des nations de l'UEFA.
  - Élu 8e au Ballon d'or.
  - Joueur de l'année PFA du Championnat d'Angleterre.
  - Meilleur meneur de jeu par l'IFFHS.
  - Membre de l'équipe type de la FIFA FIFPro World11.
  - Membre de l'équipe mondiale de l'année par l'IFFHS.

- 2022 :
  - Membre de l'équipe type du Championnat d'Angleterre.
  - Membre de l'équipe type de la Ligue des champions.
  - Élu 2e au Joueur de l'année de l'UEFA.
  - Élu 3e au Ballon d'or.
  - Membre de l'équipe mondiale de l'année par l'IFFHS.
  - Membre de l'équipe type de la FIFA FIFPro World11.

- 2023 :
  - Membre de l'équipe type du Championnat d'Angleterre[57].
  - Membre de l'équipe type de la Ligue des champions.
  - Meilleur passeur de la Ligue des champions.
  - Meilleur passeur du Championnat d’Angleterre.
  - Élu 3e au Joueur de l'année de l'UEFA[58].
  - Élu 4e au Ballon d'or.
  - Meilleur meneur de jeu par l'IFFHS.
  - Membre de l'équipe mondiale de l'année par l'IFFHS.
  - Membre de l'équipe type de la FIFA FIFPro World11.
  - Membre de l'équipe type du Onze d'or[59]